# NGC 2320
NGC 2320 (również PGC 20136 lub UGC 3659) – galaktyka eliptyczna (E), znajdująca się w gwiazdozbiorze Rysia. Odkrył ją William Herschel 28 grudnia 1790 roku.
W galaktyce tej zaobserwowano supernową SN 2000B.